# Karol d’Artois
Karol d’Artois, it. Carlo Artus (ur. ok. 1298, zm. 31 sierpnia lub na początku września 1346) – neapolitański szlachcic i urzędnik sądowy. Nieślubny syn Roberta I Mądrego, następcy tronu Neapolu i Cantelmy Cantelmo, pokojówki żony Roberta, Sanczy z Majorki.

## Życiorys
Gdy w 1309 roku Robert I został królem Neapolu, Karol zaistniał na dworze jako królewski bastard. W 1317 roku został szambelanem swego ojca i otrzymał władzę nad Pennaluce. W następnym roku został stróżem zamku Santa Maria del Monte, a w 1322 roku otrzymał baronię Roccaromana. Na łożu śmierci w 1343 r. król Robert wyznaczył Karola i królową Sanczę na opiekunów wnuczek, tj. przyrodnich bratanic Karola, Joanny i Marii, córek Karola Andegaweńskiego.
Po śmierci króla Roberta, korona przeszła na jego wnuczkę i bratanicę Karola, królową Joannę I. 20 maja 1345 r. Joanna ustanowiła Karola kanclerza Królestwa i jej osobistym doradcą. Z tej okazji stał się również hrabią Sant’Agata de’ Goti. We wrześniu 1345 roku Karol był jednym z głównych spiskowców przeciwko Andrzejowi, mężowi jego siostrzenicy. Za ten czyn został skazany na śmierć. Uciekł z dworu wraz z najstarszym synem, Bertrandem i schronił się w swoim hrabstwie. Został pojmany przez nową teściową, Katarzynę II łacińską cesarzową i jej syna Ludwika z Tarentu, drugiego męża królowej Joanny.
Karol zmarł z powodu stresu lub trucizny w Melfi 31 sierpnia lub na początku września 1346 roku. Został pochowany w kościele św. Franciszka w Sant’Agata de’ Goti.

## Życie rodzinne
Jego żoną była Marianna Scotto. Para miała czterech synów:
- Bertranda, uczestnika zabójstwa króla Andrzeja,
- Ludwika, hrabiego Sant’Agata de’ Goti,
- Carlotta,
- Rostaina.